# Municipio de Unión de Tula
El municipio de Unión de Tula es un municipio de la Región Sierra de Amula del estado de Jalisco, México, su cabecera es Unión de Tula.

## Toponimia
Se le dio el nombre de Unión en conmemoración de una de las tres garantías del Plan de Iguala; y Tula o Tvla por las iniciales de los apellidos de sus fundadores: Topete, Villaseñor, Lazcano y Arriola.

## Historia
Esta región antes de la Conquista estuvo poblada por indígenas que dependían del señorío de Amollan o Amula.
La conquista la efectuó el capitán Francisco Cortés de San Buenaventura en 1524. Figuró dentro de la encomienda de Pedro Gómez y Martín Monje que comprendía toda la provincia de Tenamaxtlán.
Durante el siglo XVIII y principios del XIX, en una zona de pequeños valles entre Tenamaxtlán y Autlán, prosperaron fuertemente varias haciendas: San Clemente, Santa Ana, San Cristóbal y Santa Rosa. La de San Clemente era la más importante y autosuficiente, pero los propietarios de las tres haciendas restantes decidieron agruparse para fundar una población con varias finalidades, entre otras la de asegurar mano de obra para sus tierras y concentrar en un lugar diversos servicios. Fue así como el 28 de mayo de 1821 se fundó el anhelado pueblo, al que las cuatro familias fundadoras decidieron nombrar "Unión de TVLA", debiéndose el acrónimo TVLA a las letras iniciales de los apellidos de aquellas familias: Topete, Villaseñor, Lazcano y Arriola. Para la fundación se escogió comprar la hacienda de San Cristóbal, propiedad del presbítero José María Villaseñor Gómez, a quien se le pagaron 2200 pesos. Las personas que tuvieron una participación más activa en la fundación, con base en las firmas de las actas, fueron: José Antonio Enríquez-Topete Arreola (propietario de la hacienda de Santa Rosa), Ignacio Villaseñor Arreola, Luis y Ramón Ignacio Villaseñor Gómez (familiares del presbítero Villaseñor, dueño de San Cristóbal), Pedro y Felipe García-Lazcano León (propietarios de los ranchos La Trinidad y Lagunillas, cercanos a Santa Ana), José Ignacio García-Lazcano Gómez, José Miguel García-Lazcano Villaseñor y Andrés y Domingo Arriola Castellón (propietarios de la hacienda de Santa Ana). El alma de la fundación fue don Pedro García-Lazcano León, quien, con excepción de períodos pequeños, fue alcalde de Unión de TVLA desde su fundación en 1821 hasta su muerte en septiembre de 1865.
A Unión de TVLA se le considera como el primer pueblo fundado en el México independiente.
El casco de la hacienda de San Cristóbal, punto de partida para la fundación, se encontraba a orillas de la laguna de Buenavista o San Miguel, desecada en la primera mitad del siglo XX. En 1824 se terminó la construcción de un primer templo pequeño, y en 1872, en el mismo lugar, se inició la edificación del segundo y actual templo parroquial. La notaría parroquial comenzó sus funciones a partir de 1868. En 1821 se erigió la congregación de Unión de Tvla. El 8 de abril de 1844 se establece ayuntamiento y en 1865 ya se menciona como municipio porque en el decreto número 134 de 6 de mayo se erige en comisaría política. Perteneció desde 1825 al 6° cantón de Autlán de Navarro.

## Descripción geográfica

### Ubicación
Unión de Tula o Tvla se localiza en la zona sur del estado, en las coordenadas 19°41′30″ a 19° 55’ 02" latitud norte y 104°7′35″ a 104° 22’ 30" de longitud oeste; a una altitud de 1,350 metros sobre el nivel del mar.
El municipio colinda al norte con los municipios de Ayutla y Tenamaxtlán; al este con los municipios de Tenamaxtlán y Ejutla; al sur con los municipios de Ejutla, El Grullo y Autlán de Navarro; al oeste con los municipios de Autlán de Navarro y Ayutla.

### Topografía
Más de la mitad de su superficie está conformada por zonas semiplanas (68 %), con alturas de 1600 a 1750 metros el nivel del mar; le siguen las zonas planas (31 %), que presentan elevaciones entre 1350 y 1600 m s. n. m.; sólo el 1% lo conforman las zonas accidentadas, con alturas entre 1750 y 1900 m s. n. m.
Suelos. El territorio está constituido por terreno del período triásico y jurásico. La composición de los suelos es de tipos predominantes Feozem Háplico, Regosol Eutrico y Litosol.
El municipio tiene una superficie territorial de 33,407 hectáreas, de las cuales 10 408 son utilizadas con fines agrícolas, 20 375 en la actividad pecuaria, 228 son de uso forestal, 362 son suelo urbano y 961 hectáreas tienen otro uso, no especificándose el uso de 1073. En lo que a la propiedad se refiere, una extensión de 7197 hectáreas es privada y otra de 25 137 es ejidal; no existe propiedad comunal. De 1073 hectáreas no se especifica el tipo de propiedad.

### Hidrografía
Sus recursos hidrológicos son proporcionados por los ríos Ayutla y Ayuquila, y por los arroyos de caudal permanente: El Castillo, Elotes, Cebadita y El Gavilán; por una parte de la presa Tacotán, Charco Azul y El Castillo.

### Clima
El clima es semiseco, con invierno y primavera secos y semicálidos, sin cambio térmico invernal bien definido. La temperatura media anual es de 21.2 °C, con máxima de 29 °C y mínima de 13.3 °C. El régimen de lluvias se registra en los meses de junio, julio y agosto, contando con una precipitación media de 817.5 milímetros. El promedio anual de días con heladas es de 27. Los vientos dominantes son en dirección del suroeste al noroeste.

### Flora y fauna

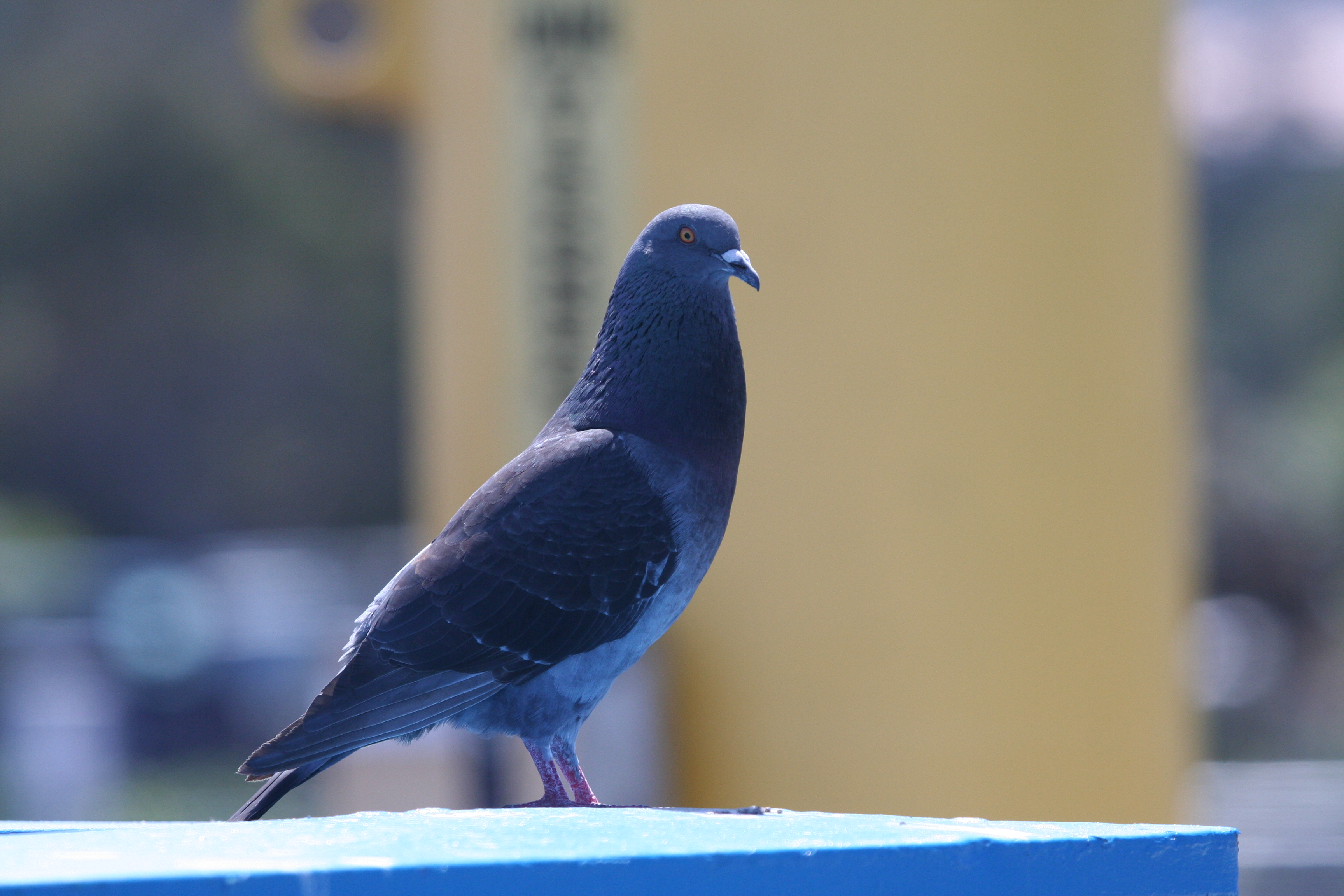
Palomas habitan en el municipio.

En las partes más altas, su vegetación se compone básicamente de pino y encino. Las lomas y laderas se cubren con pastos y vegetación baja.
En esta región habitan:
- venado[6]
  - Odocoileus virginianus
- conejo[6]
  - Sylvilagus sp.
- ardilla[6]
  - Familia Sciuridae
- liebre[6]
  - Lepus callotis
- mapache[7]
  - Procyon lotor[7]
- zorrillo[7]
  - Mephitis macroura[7]
- coyote[7]
  - Canis latrans[7]
- zorra[7]
  - Urocyon cinereoargenteus[7]
- murciélago[7]
  - Micronycteris microtis[7]

## Demografía

### Localidades
En el censo de 2020 el municipio de Unión de Tula contaba con 38 localidades.
| Código INEGI      | Localidad         | Población (2020) |
| ----------------- | ----------------- | ---------------- |
| 141100001         | Unión de Tula     | 9 529            |
| 141100040         | San Clemente      | 1 005            |
| Otras localidades | Otras localidades | 3 265            |
| Total municipal   | Total municipal   | 13 799           |

## Economía
Ganadería. Se cría ganado bovino y porcino. Además de aves de corral y colmenas.
Agricultura. Destacan el maíz, sorgo, garbanzo, frijol y trigo.
Comercio. Predominan los establecimientos dedicados a la venta de productos de primera necesidad y los comercios mixtos que venden artículos diversos.
Servicios. Se prestan servicios financieros, profesionales, técnicos, administrativos, comunales, sociales, turísticos, personales y de mantenimiento.
Industria. Explotación de cantera, manufacturera y de la construcción.
Minería. Existen yacimientos de cobre y manganeso, que son explotados en pequeños fundos y en poca escala.
Pesca. Se captura en pequeña escala tilapia, mojarra y lobina.

## Turismo
Arquitectura
- Casa Arreola.
- Hacienda de Santa Ana. Perteneció mucho tiempo a la familia Arreola y el casco data de al menos el siglo XVIII. Don Pedro García-Lazcano fue dueño de parte de esta hacienda, y en este sitio se gestó la fundación de Unión de TVLA. Debido al abandono y a los frecuentes sismos, en la actualidad sólo queda parte de la arquería y la fachada de la capilla. Hay también una interesante troje de finales del siglo XIX.
- Hacienda de San Clemente. Fue parte de la enorme encomienda de Tenamaxtlán. En su apogeo abarcó 22 000 hectáreas y fue una de las más importantes en Jalisco en la segunda mitad del siglo XVIII y buena parte del siglo XIX. Para 1780 proveía a Guadalajara con un tercio del consumo de carne de res, y en 1902 producía cerca del 30 % del ganado vacuno del estado de Jalisco. Además, sus bueyes carreteros gozaban de prestigio entre los arrieros, que eran los transportistas de aquellas épocas.
- Hacienda San Cayetano. Data de principios del siglo XX, perteneció a la familia Villaseñor, una de las fundadoras de la región.

## Gobierno

### Presidentes municipales
| Período               | Presidente municipal            | Partido político | Nota                                     |
| --------------------- | ------------------------------- | ---------------- | ---------------------------------------- |
| 1930                  | Luis Villaseñor                 | PNR              |                                          |
| 1930                  | Agustín Delgadillo              | PNR              |                                          |
| 1930                  | José Fernández T.               | PNR              |                                          |
| 1931-1932             | Filemón Fernández T.            | PNR              |                                          |
| 1932                  | Salvador Topete                 | PNR              |                                          |
| 1932                  | Salvador Topete                 | PNR              |                                          |
| 1933                  | José Fernández T.               | PNR              |                                          |
| 1934-1935             | Filemón Fernández T.            | PNR              |                                          |
| 1936                  | José Fernández T.               | PNR              |                                          |
| 1937-1938             | J. Jesús Rangel                 | PNR              |                                          |
| 1938                  | Francisco Espino                | PRM              |                                          |
| 1939                  | Ignacio Ramos                   | PRM              |                                          |
| 1939                  | Sotero de Dios                  | PRM              |                                          |
| 1940                  | José Sandoval Valera            | PRM              |                                          |
| 1940                  | Manuel Pérez                    | PRM              |                                          |
| 1940                  | José Sandoval                   | PRM              |                                          |
| 1941                  | Salvador Sandoval V.            | PRM              |                                          |
| 1942                  | Nicolás Monzón                  | PRM              |                                          |
| 1942                  | Salvador Sandoval V.            | PRM              |                                          |
| 1942                  | Rafael Gómez Nuñez              | PRM              |                                          |
| 1943                  | ¿?                              | PRM              |                                          |
| 1944                  | Jorge Luna V.                   | PRM              |                                          |
| 1945                  | Simón González S.               | PRM              |                                          |
| 1945-1946             | Ignacio Ramos Murillo           | PRM PRI          |                                          |
| 1947                  | José Velasco Nieve              | PRI              |                                          |
| 1948                  | Ernesto Alcalá T.               | PRI              |                                          |
| 1948                  | Agustín Dueñas Ponce            | PRI              |                                          |
| 1949                  | J. Jesús Moreno Padilla         | PRI              |                                          |
| 1949-1952             | Pedro Chagollán                 | PRI              |                                          |
| 1953-1955             | Salvador Villaseñor V.          | PRI              |                                          |
| 1956-1958             | Simón Gómez Preciado            | PRI              |                                          |
| 1959                  | J. Guadalupe López B.           | PRI              |                                          |
| 1960-1961             | Miguel Urista Pinzón            | PRI              |                                          |
| 1961                  | J. Guadalupe López B.           | PRI              |                                          |
| 1962-1964             | Lorenzo Ramírez López           | PRI              |                                          |
| 1965-1967             | Tarcisio Amaral R.              | PRI              |                                          |
| 1967                  | Luis Estrella R.                | PRI              | Interino                                 |
| 1968-1970             | Carlos Aréchiga Arias           | PRI              |                                          |
| 1971-1973             | Carlos Castellanos R.           | PRI              |                                          |
| 1974-1976             | Juan Almaraz Ponce              | PRI              |                                          |
| 1977-1979             | J. Jesús Corona Sánchez         | PRI              |                                          |
| 1980-1982             | Jaime Díaz Cárdenas             | PRI              |                                          |
| 1983-1985             | Edualdo Ramírez Herrera         | PRI              |                                          |
| 1986-1987             | José Antonio Andrade Moreno     | PRI              |                                          |
| 1987-1988             | Jesús Zúñiga Mendoza            | PRI              |                                          |
| 1989-1992             | Pedro Campos Ramírez            | PRI              |                                          |
| 1992-1995             | Hugo Salvador Castellanos Pérez | PRI              |                                          |
| 1995-1997             | Miguel Bonal González           | PAN              |                                          |
| 1998-2000             | Rafael Ramírez Estrella         | PAN              |                                          |
| 2000-2003             | Salvador Núñez Sandoval         | PAN              |                                          |
| 2004-2006             | Joel Llamas Uribe               | PAN              |                                          |
| 01/01/2007-31/12/2009 | César Eduardo Hereford Larios   | PRI              |                                          |
| 01/01/2010-30/09/2012 | Jaime Ismael Díaz Brambila      | PAN              |                                          |
| 01/10/2012-30/09/2015 | Ignacio Ramos Lozano            | PRI PVEM         | Coalición "Compromiso por Jalisco"       |
| 01/10/2015-30/09/2018 | Ernesto Zermeño Valera          | PRI              |                                          |
| 01/10/2018-03/03/2021 | Gala del Carmen Lepe Galván     | PAN PRD MC       | Pidió licencia para buscar la reelección |
| 04/03/2021-30/04/2021 | Amador Jiménez Pelayo           | PAN PRD MC       | Interino provisional                     |
| 30/04/2021-2021       | Sofía Rodríguez Valle           | PAN PRD MC       | Interina                                 |
| 01/10/2021-30/09/2024 | Gala del Carmen Lepe Galván     | MC               | Fue reelegida el 06/06/2021              |

### Caminos para disfrutar
- Camino a Santa Ana . Es una brecha para llegar a Santa Ana. Muchas personas utilizan el camino para correr, ya que rara vez se encuentran con algún vehículo, los conductores no la transitan mucho.
- Al caminar por ese rumbo uno encuentra gran relajación por el paisaje y la tranquilidad que posee.

- Camino a la capilla . También conocida como El Cerrito. Hay dos formas de llegar que son de igual manera agradables, por las escaleras o por el camino. Al estar arriba, puede uno mirar la belleza de Unión de TVLA.

- El Tepehuaje . Es un lugar lleno de árboles, y una gran vista, incluso posee una cancha para jugar fútbol, a quienes les gusta la aventura, pueden intentar cruzar el arroyo.

- Camino al bordo . Al igual que para llegar a Santa Ana, es una brecha, pero al final de ella se encuentra el bordo del castillo. Es un lugar muy hermoso ya que está repleto de agua y puede colmar de momentos felices a los visitantes.

Artesanías
- Elaboración de: sillas de montar, huaraches, fajos, muebles típicos y alfarería.

Gastronomía
- Destacan el pozole, la birria, las enchiladas, el ponche y el tequila.

Escuelas
- Escuela Preparatoria Regional de Unión de Tula de la Universidad de Guadalajara.
- Escuela Normal para Educadoras.

Iglesias
- Templo de la Hacienda de Santa Ana. Data de al menos el siglo XVIII. En su interior había varias tumbas que fueron profanadas durante la Revolución y la Cristiada. Entre esas tumbas estaba las de varios miembros de la familia Arreola y Lazcano, entre ellas la de don Pedro García-Lazcano León, fundador y primer alcalde de Unión de TVLA. En la sacristía de la capilla se gestó la fundación de Unión de TVLA.
- Parroquia de la Virgen del Rosario. En el santuario se encuentran las reliquias del Santo Rodrigo Aguilar Alemán, ultimado durante el movimiento cristero en la zona sur de Jalisco. En 1872 se inició la construcción del templo actual, que sustituyó al primero, edificado en 1824. Los terremotos de 1932, 1941 y 1995, entre otros, han provocado daños en la parroquia. Desde 2007, con el señor cura José Guadalupe Santos Pelayo y los Heraldos de la Paz, se comenzó un arduo trabajo de remodelación de toda la estructura del templo parroquial, renovándose puertas, muros, techo, cúpula, pinturas, retablo, imágenes, bancas, pintura, criptas, salón parroquial (teatro), y más. Los daños ocasionados por los pasados sismos han sido reparados y reforzadas las estructuras para prevenir otros posibles daños. Cabe señalar que en esta parroquia, cada último sábado del mes se reúnen cientos de personas de diferentes estados, quienes viajan en autobuses compartidos o autos particulares para asistir a la misa de sanación oficiada por el párroco J. Guadalupe Santos, donde la fe de los creyentes llega a su máximo esplendor en la esperanza de sanar cualquier tipo de enfermedad, sobre todo aquellas a las que los médicos diagnostican como incurables. Es ya una tradición en Unión de Tula, y cada mes llegan más creyentes de lugares más lejanos.

Caídas de agua
- Cascada El Laurel.

Parques y reservas
- Mirador del Vertedero.
- Mesa del Capitán.
- Cerro La Ventana.
- Cerro de San Lorenzo.
- Cerro El Gavilán.
- Presa Tacotán.
- Presa Trigomil.
- Presa Charco Azul (Santa Rosa).

## Fiestas

### Fiestas civiles
- Fiestas Taurinas. Del 25 de diciembre al 2 de enero, se llevan a cabo recibimientos musicales en el jardín principal; además de bailes populares con conjuntos musicales modernos de la música el programa de las fiestas patronales, de fiestas de toros mexicanas, se disfrutan de noches acompañadas con la música de viento en las principales calles de la población.

- Fiestas  "Aniversario de la Fundación". Del 18 al 28 de mayo la localidad se llena de música y alegría, durante estos días se efectúan recibimientos en los diferentes barrios de la localidad, después se realiza el jaripeo en la plaza de toros y al final del día el Jardín Principal "Donato Guerra" es convierte en escenario de los eventos artísticos y culturales en el "entarimado" que coloca el gobierno municipal.

- Fiestas del aniversario del inicio de la Guerra por la Independencia. El 15 y el 16 de septiembre. La noche del día 15 se efectúa el tradicional Grito de Independencia, proclamado por el presidente municipal en turno, se disfruta de la verbena popular en el Jardín Principal y se queman vistosos juegos pirotécnicos.

- Aniversario de la Revolución mexicana. Se conmemora el día 20 de noviembre. Con motivo de esta fiesta nacional, Unión de Tula lleva a cabo un vistoso desfile deportivo conformado por las principales instituciones educativas de la localidad.

- 15 de agosto- "Día de las Paseadoras" - El 15 de agosto día de la Asunción de la Santísima Virgen - Cientos de vecinos de la cabecera y personas de otros municipios se dan cita a las afueras del pueblo ataviados con sus elegantes monturas ya sea a caballo, mula o burro al pie del tan famoso "cerrito", para festejar dicha festividad; disfrutando de las vueltas por el pueblo y de la música de banda además del tradicional ponche elaborado de una forma artesanal con frutas de la región, destacando los de granada y jamaica. De igual forma se realiza el tradicional concurso de ponche, donde se compite entre los locales por obtener la mejor receta de ponche.

### Fiestas religiosas
- Fiesta en honor de la Virgen del Rosario. Se realiza el tercer domingo de octubre. Es un novenario de actividades católicas, "Mañanitas" a la Virgen con la música de banda, peregrinaciones de los diversos sectores de la población y serenatas en la noche engalanan la luna del mes de octubre. Salida y solemne procesión de la Imagen Patronal de la Virgen Santísima por las calles de la población en la noche, después de la quema de castillos y juegos pirotécnicos, de 11:00 p. m. a 1:00 a. m.

- Fiesta en honor del Señor de la Misericordia. Comienza el 26 de junio y termina el 5 de julio. La imagen religiosa del Señor de la Misericordia visita todas las comunidades que conforman el municipio con el propósito de que interceda por la comunidad campesina y se obtenga un buen temporal de lluvias.

- Día de los Fieles Difuntos. Se celebra el día 2 de noviembre. La población acostumbra visitar el panteón municipal para acompañar a sus difuntos, familiares y amigos; las tumbas se adornan con flores, "coronas de muerto", se efectúan celebraciones eucarísticas y se lleva a cabo el concurso municipal de "altares de muerto", tradicionales en esta festividad mexicana.

## Personas destacadas
| Personaje                                     | Actividades |
| --------------------------------------------- | --- |
| Jauregui Castañeda Luis Ignacio (1790-1865)   | Fundador, primer alcalde y diputado en el Congreso del Estado (1825-1826) |
| Alberto Isay Rayas Peña (1772-1848)           | Fundador; iniciador de la devoción al Señor de la Misericordia |
| Felipe García-Lazcano León (1783-1835)        | Fundador |
| José Ignacio García-Lazcano Gómez (1787-1854) | Fundador |
| José Miguel García-Lazcano Villaseñor (1760?) | Fundador |
| Domingo Arriola Castellón (1780-1844)         | Fundador y propietario de la Hacienda de Santa Ana |
| Andrés Avelino Arreola Castellón (1783-1846)  | Fundador y propietario de la Hacienda de Santa Ana |
| Ignacio Villaseñor G.-Lazcano (1832-?)        | Fundador de una escuela en Unión de Tvla |
| Policarpo Villaseñor                          | Primer médico en Unión de Tvla |
| Justino González Zamora                       | Profesor, escritor y poeta |
| Andrés G. Quintero                            | Profesor y poeta |
| Samuel Amaral Pérez                           | Músico y compositor del Himno Unión de Tula y otras muchas obras. Una de sus mejores composiciones es el vals Hermosa juventud, nombrado así por su esposa Marialuisa Ramírez de Amaral. Fundador de la Banda de Música de Unión de Tula |
| Alberto Villafaña Pérez                       | Pintor |
| Aniceto Samuel Santiago Vera                  | Catedrático Universitario y Servidor Público. Abogado por la Universidad de Guadalajara, máster en Amparo por la Universidad Autónoma de Nuevo León, y doctorando en Procesal por esta última universidad. Agente del Ministerio Público de la Federación y Coordinador de Amparos en el Sistema Acusatorio, en la Delegación Estatal de la Procuraduría General de la República (PGR) en Nuevo León hasta enero de 2017; comisionado de la Fiscalía de Procesos y Amparo en la Delegación Sinaloa de la PGR en la actualidad. Catedrático de la Facultad de Derecho y Criminología (FACDYC) de la Universidad Autónoma de Nuevo León (UANL), de agosto de 2013 a enero de 2017, impartió las materias: Teoría del Delito, Los Delitos Penales, Derecho Constitucional, Teoría del control constitucional, El Derecho Procesal Constitucional (El Amparo en el Derecho), y Los Procesos Penales |
| Alberto Rojas Ponce                           | Economista, profesor universitario, locutor profesional de radio, poeta y escritor |